# Ú òa

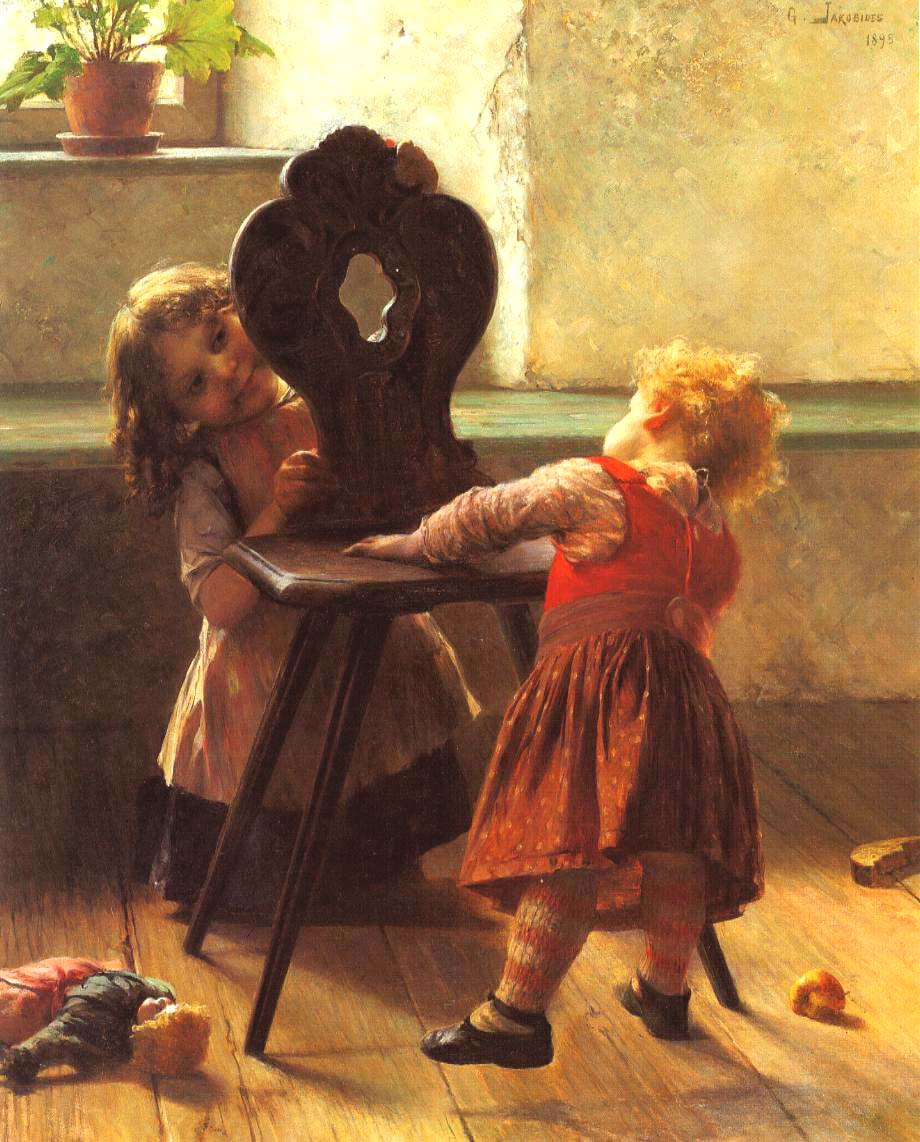
Hai đứa trẻ đang chơi ú òa (tranh của Georgios Iakovidis (1895)).

Ú òa (tiếng Anh: Peekaboo) là một trò chơi dành cho trẻ em. Để chơi trò chơi, một người chơi sẽ lấy tay che mặt lại và hướng về mặt người khác và nói Ú òa!, cũng có khi là câu Thấy rồi nha!. Ngoài ra, còn có nhiều biến thể khác như việc nói "Em bé đâu?" khi khuôn mặt bị che lại và "Em bé đây!" khi để lộ gương mặt.
Ở miền Nam Việt Nam, thay vì gọi Ú òa! người ta còn phát âm là Cuốc hà!.

## Nghiên cứu khoa học
Khi trẻ sơ sinh tầm 4–5 tháng tuổi, trẻ thường bị thu hút khi khuôn mặt bất ngờ lộ diện từ phía sau bàn tay. Đến tầm 6–8 tháng, trẻ sẽ chơi cùng cả người lớn, cũng trốn đi và cười toe toét khi bị bắt gặp. Ú òa được các nhà tâm lý học phát triển cho rằng xác nhận việc trẻ sơ sinh không có khả năng nhận biết tính lâu dài của vật thể. Tính lâu dài của đối tượng là một giai đoạn quan trọng trong quá trình phát triển nhận thức của trẻ sơ sinh. Trong giai đoạn đầu của cảm giác vận động, trẻ sơ sinh hoàn toàn không thể hiểu được tính lâu dài của đối tượng. Nhà tâm lý học Jean Piaget đã tiến hành các thí nghiệm với trẻ sơ sinh và xác nhận nhận thức này thường đạt được khi trẻ đến 8–9 tháng tuổi. Trò chơi này còn giúp trẻ phát triển phản xạ học.
Nhà ngôn ngữ học Iris Nomikou đã so sánh trò chơi như một cuộc đối thoại theo khuôn mẫu qua lại có thể đoán trước. Các nhà nghiên cứu khác đã gọi trò chơi này là "protoconversation" – một cách dạy trẻ sơ sinh về thời gian và cấu trúc của các cuộc giao tiếp xã hội.

### Tư liệu
- Bruner, J. S. & Sherwood, V. (1976). "Peek-a-boo and the learning of rule structures". Trong Bruner, J.; Jolly, A. & Sylva, K. (biên tập). Play: Its Role in Development and Evolution. Middlesex: Penguin. tr. 277–287. ISBN 0-14-081126-5.